# ريتشية مميزة
ريتشية مميزة (الاسم العلمي:Ritchiea insignis) هي نوع من النباتات تتبع جنس الريتشية من الفصيلة القبارية.